# 金剛永謹
金剛 永謹（こんごう ひさのり、1951年（昭和26年）6月24日 - ）は、シテ方金剛流能楽師、重要無形文化財各個認定（人間国宝）。金剛流二十六世宗家の当代。京都在住。

## 概要
二世金剛巌の長男として京都市に生まれる。父に師事。1956年仕舞「猩々」で初舞台、1958年『猩々』で初シテ。1991年重要無形文化財「能楽」保持者に総合認定された。
2023年には狂言方の二世茂山七五三らと共に重要無形文化財各個認定（人間国宝）となった。1998年金剛流二十六世宗家を継承。なお、金剛宗家では初の各個認定となる。
現在、公益財団法人金剛能楽堂財団理事長、社団法人日本能楽会会長、金剛会理事長を務める。また、団長としてアメリカ、カナダ、フランス、イタリア、スペイン、ポルトガル等海外公演多数。
1984年「京都市芸術新人賞」、1986年「京都府文化賞新人賞」、2004年京都府文化賞功労賞受賞。2010年京都市文化功労者表彰を受賞。2017年第67回芸術選奨文部科学大臣賞を受賞。2018年紫綬褒章受章。2023年、日本芸術院賞および恩賜賞を受賞した。著書に『金剛家の面』がある。1983年に夫人がライオンのママ・ローヤルのCMに出演している。